# Squalius orientalis
Squalius orientalis är en fiskart som beskrevs av Heckel, 1847. Squalius orientalis ingår i släktet Squalius och familjen karpfiskar. Inga underarter finns listade i Catalogue of Life.